# Râul Bârsău, Someș (Bârsău)
Râul Bârsău sau Râul Bortura este un curs de apă afluent al râului Someș. 

## Hărți
- Harta Județul Maramureș
- Harta Județul Satu Mare